# 布和济雅
布和济雅（1896年—1941年），别号书明，蒙古族，昭乌达盟克什克腾旗（今属内蒙古自治区赤峰市）人，中华民国大陆时期、满洲国的内蒙古政治人物。

## 生平
布和济雅生于清朝光绪二十二年（1896年），为克什克腾旗第十代札萨克那木济勒一等台吉的养子。清朝光绪三十二年（1906年），那木济勒逝世，其从弟诺力嘎尔扎布以那木济勒后继无嗣为理由，自行袭位。那木济勒的福晋不服，为了争夺爵位，乃上告至昭乌达盟。后经清朝理藩院决定，由那木济勒的养子布和济雅袭克什克腾旗札萨克一等台吉。
民国元年（1912年），大蒙古国博克多汗策反内蒙古王公独立，布和济雅和敖汉旗、奈曼旗、巴林旗等旗的王公反对独立，乃通电中华民国政府，翊赞共和。布和济雅乃被大总统袁世凯晋封为辅国公。民国五年（1916年），晋封为镇国公加贝勒衔。
民国八年（1919年），布和济雅作《弁髦法纪贪婪妄为》呈文致内务部，以弹劾经棚县知事谢敏。不久，谢敏去职。
民国十八年（1929年），诺力嘎尔扎布在奉军张作霖的支持下，奉热河都统汤玉麟的命令，回到克什克腾旗接任札萨克，布和济雅则出走北平。不久，布和济雅随乐景涛赴南京，充任国民政府立法院立法委员。
民国二十五年（1936年，满洲国康德三年），布和济雅回到满洲国统治下的克什克腾旗担任旗长。民国三十年（1941年，康德八年），布和济雅在经棚病逝。